# Kanakas
Kanakas var förr i Stilla havets historia öbor som kidnappades (blackbirding) och anställdes av vita jordbrukare genom lärlingskontrakt. Detta olagliggjordes i Det australiska statsförbundet, 1901. Anställningen av kanakas jämförs ibland med slaveri.

## Annan betydelse
Kanaker är den infödda melanesiska befolkningen på Nya Kaledonien.